# Nile
Nile je tehnično/brutalna death metal skupina iz Južne Karoline, ZDA ustanovljena leta 1993. Njihova glasba in besedila so neposredno povezana s temami o Starem Egiptu, njihovi mitologiji, umetnosti, zgodovini in religiji.

## Zgodovina

### Slog
Kot že samo ime skupine navaja, je bil projekt sprva osnovan kot način izražanja za kitarista Karla Sandersa, ki pa je, za razliko od mnogih ostalih takratnjih brutalnih death metal glasbenikov na sceni, imel precej veliko zanimanje za starejše civilizacije, predvsem stare Egipčane. Kombinacija puščavskih melodij skupaj z ekstremno zahtevnim načinom igranja sta bila prisotna že v starejših posnetkih skupine, skozi kasnejše izdaje pa sta bila vse bolj poudarjena.

### Prvi posnetki
Prvi uradni studijski posnetek originalne zasedbe Nile je bil demo, ki je ime dobil po skupine ter pri katerem so sodelovali Karl Sanders, Pete Hammoura ter Chief Spires. Demo je bil izdan l. 1994 brez založbe, torej je bil prepuščen kroženju med ljudmi. Naslednja izdaja je bil uradni EP, Festivals of Atonement, ki pa je bil izdan leta 1996, s pomočjo založbe Anubis Records. Temu je sledil še demo Ramses Bringer of War l. 1996, leto kasneje pa še istoimenski uradni EP, oba izdana s pomočjo založbe Anubis Records.

### Od katakomb do druge polovice desetletja
Prvi uradni album skupine nosi ime Amongst The Catacombs of Nephren-Ka, ki je bil izdan l. 1998 preko založbe Relapse Records. Kljub običajni egipčanski tematiki skupine, se je v naslov albuma prikradla omemba boga Nephren-Ka, ki je bil eden izmed bolj znanih likov prvega priznanega avtorja ameriške grozljivke, H.P. Lovecrafta. Prvemu albumu sta sledila še Black Seeds of Vengeance (2000) ter In Their Darkened Shrines (2002), ki je do sedaj prodal 62,000 izvodov le v ZDA, kar je za tiste čase ter zvrst glasbe presenetljivo visoko število.

### Druga polovica desetletja, sedanjost
L.2005 so se začeli pojavljati nesporazumi z založbo Relapse Records, ki je skupini Nile, ki je do takrat že zamenjala precejšnje število članov, omejila poimenovanje albuma. Originalni naslov albuma je bil »Ithyphallic«, ki pa je zaradi pomena (Erekten) bil zavrnjen. Založba ni razumela, da je v časih starih Egipčanov spolnost bila pomembna tematika ter je pogosto bila povezana tudi z verstvom (vsakoletna masturbacija Ramzesa v reko Nil, itd.). Album je zato bil preimenovan v Annihilation of the Wicked. Leta 2007 je bil izdan naslednji album, tokrat pod založbo Nuclear Blast, ki je dovolila poimenovanje albuma Ithyphallic. Skupina je zaradi nove založbe (ter posledično tudi boljše promocije) bila izpostavljena veliko večjem občinstvu, ter sedaj uživa prve valove komercialnega uspeha v svoji zgodovini.

## Člani
V zgodovini skupine je bilo veliko sprememb postave, saj je zaradi manjka komercialnega uspeha, glasbenih razlik ter neznanske zahtevnosti turnej bila takratnja zasedba mnogokrat neprimerna. Člani vsake zasedbe Nile so zaradi tehnične zahtevnosti pesmi skupine po navadi glasbeno zelo usposobljeni, pogosto celo virtuozni. Dallas ter Karl sta do sedaj stalna člana, medtem ko grški bobnar George Kollias obeta precej.Pa najaći so.

### Sedanji
- Karl Sanders − vokali, kitara, klaviature, dodatni inštrumenti (1993 − sedanjost)
- Dallas Toler-Wade − vokali, kitara (1996 − sedanjost)
- George Kollias − bobni, tolkala(2004 − sedanjost)
- Chris Lollis − bas kitara, vokali(2007 − sedanjost)

### Bivši
- John Ellers − kitara (1996−1997)
- Pete Hammoura − bobni, tolkala, vokali(1993 − 2000)
- Derek Roddy − bobni, tolkala(2000)
- Chief Spires − bas kitara, vokali (1993 − 2001)
- Tony Laureano − bobni, tolkala(2000 − 2004)
- Jon Vesano − bas kitara, vokali (2000 − 2005)
- Joe Payne − bas kitara, vokali (2005 − 2007)

## Diskografija
- Amongst the Catacombs of Nephren-Ka (28. april 1998, Relapse)
- Black Seeds of Vengeance (5. september 2000, Relapse)
- In Their Darkened Shrines (20. avgust 2002, Relapse)
- Annihilation of the Wicked (24. maj 2005, Relapse)
- Ithyphallic (20. julij 2007, Nuclear Blast)